# Кубрик
Кубрик (от руски: кубрик, заето от нидерландски: koebrug) е спално помещение за екипажа на кораб или за част от него, подразбира се за поне няколко човека. В кубрика са спяли моряците, а офицерите са имали собствени каюти. Във времената на ветроходните кораби кубрик се е наричала долната палуба, където екипажът е спял, първоначално директно на палубата, а впоследствие ― върху хамаци, наричани в близкото минало койки (от руски: койка). 
Понастоящем кубриците са изчезнали от гражданския флот, всеки член от екипажа има собствена каюта, или двама моряци делят една кабина. Кубрици има на ветроходните кораби (например „Калиакра“) и на военните кораби. Правят се и на малки плавателни съдове, където е нецелесъобразно изграждането на отделни каюти.